# Sylvain Garneau
Pour les articles homonymes, voir Garneau.
Sylvain Garneau est un poète québécois, né le 29 juin 1930 à Outremont, qui met fin à ses jours en 1953 à Montréal. Il a été enterré au Cimetière Notre-Dame-des-Neiges, à Montréal. Il est le fils du juge Antonio Garneau. Il est l'époux d'Amulette Garneau et le frère du poète et dramaturge Michel Garneau.
Le fonds d'archives de Sylvain Garneau (P925) est conservé au centre BAnQ Vieux-Montréal de Bibliothèque et Archives nationales du Québec.

## Œuvres
1. Objets trouvés (poésie), 1951
2. Les Trouble-fête (poésie), 1952
3. Ashini, 1960
4. Objets retrouvés (poèmes et prose), 1965
5. Poésies complètes, Les Herbes rouges, 2001, 200 p.

## Honneurs
- 1951 : Prix David